# Liên đoàn bóng đá Cabo Verde
Liên đoàn bóng đá Cabo Verde (tiếng Bồ Đào Nha: Federação Cabo-Verdiana de Futebol) là tổ chức quản lý, điều hành các hoạt động bóng đá ở Cabo Verde. Liên đoàn quản lý đội tuyển bóng đá quốc gia Cabo Verde, tổ chức giải vô địch quốc gia. Hiệp hội bóng đá Cabo Verde gia nhập FIFA và CAF cùng năm 1986.